# Басейн Калорис
Басейнът Калорис е ударен кратер на Меркурий с диаметър 1350 км и един от най-големите ударни басейни в Слънчевата система. Калорис на латински език означава „топлина“ и е наименуван така, защото Слънцето почти се надвесва над него всеки втори път, когато Меркурий премине през перихелия. Кратерът е заобиколен от пръстен от планини с височина около два километра.

## Откриване
Басейнът Калорис е открит на снимките, направени от Маринър 10 през 1974 г. Разположен е на терминатора – линията, разделяща дневната и нощната страна на планетата – сондата отминава „Калорис“ и така половината от кратера никога не е фотографирана.
Диаметърът на басейна е около 1350 км (810 мили) и пръстеновидно е ограден от планини с височина два км. Отвътре дъното му е покрито с лава. Извън стените на кратера има изхвърлен материал от удара, който се разстила на 1000 км във формата на концентрични кръгове.

## Формиране
Небесните тела във вътрешната Слънчева система търпят тежки бомбардировки от големи късове скала през първите няколко милиарда години от формирането на самата система. Ударът, създал Калорис, е бил след приключването на най-тежките бомбардировки.